# 比格霍爾狸藻
比格霍爾狸藻（学名：Utricularia beaugleholei）为狸藻属陆生食虫植物。其分布于澳大利亚东南部的維多利亞州中西部与新南威尔士州，海拔分布范围为100米至500米。比格霍爾狸藻与双岔狸藻（U.dichotoma）之间存在着密切的近缘关系。其花朵为紫色，花期为3月至9月。其种加词“beaugleholei”来源于澳大利亚植物采集者A·C·比格霍尔（A.C. Beauglehole）。

## 外部連結
- 食虫植物照片搜寻引擎中比格霍爾狸藻的照片 （页面存档备份，存于）

 维基共享资源上的相關多媒體資源：比格霍爾狸藻
 維基物種上的相關：比格霍爾狸藻